# Rossmore (Virginia Occidental)
Rossmore es un lugar designado por el censo ubicado en el condado de Logan en el estado estadounidense de Virginia Occidental. En el Censo de 2010 tenía una población de 301 habitantes y una densidad poblacional de 184,76 personas por km².

## Geografía
Rossmore se encuentra ubicado en las coordenadas 37°48′16″N 81°59′35″O / 37.80444, -81.99306. Según la Oficina del Censo de los Estados Unidos, Rossmore tiene una superficie total de 1.63 km², de la cual 1.61 km² corresponden a tierra firme y (0.95%) 0.02 km² es agua.

## Demografía
Según el censo de 2010, había 301 personas residiendo en Rossmore. La densidad de población era de 184,76 hab./km². De los 301 habitantes, Rossmore estaba compuesto por el 97.67% blancos, el 0% eran afroamericanos, el 0.33% eran amerindios, el 0% eran asiáticos, el 0% eran isleños del Pacífico, el 1% eran de otras razas y el 1% pertenecían a dos o más razas. Del total de la población el 0.33% eran hispanos o latinos de cualquier raza.